# Anet, Eure-et-Loir
Anet je naselje in občina v srednjem francoskem departmaju Eure-et-Loir regije Center. Naselje je leta 2008 imelo 2.632 prebivalcev.

## Geografija
Kraj leži v pokrajini Île-de-France 52 km severno od Chartresa.

## Uprava
Anet je sedež istoimenskega kantona, v katerega so poleg njegove vključene še občine Abondant, Berchères-sur-Vesgre, Boncourt, Broué, Bû, Champagne, La Chaussée-d'Ivry, Gilles, Goussainville, Guainville, Havelu, Marchezais, Le Mesnil-Simon, Oulins, Rouvres, Saint-Lubin-de-la-Haye, Saint-Ouen-Marchefroy, Saussay, Serville in Sorel-Moussel s 16.917 prebivalci.
Kanton Anet je sestavni del okrožja Dreux.

## Zanimivosti
- renesančni grad Château d'Anet, zgrajen v 16. stoletju za francosko dvorno plemkinjo Diane de Poitiers,
- cerkev sv. Kirika in Julije iz 15. in 16. stoletja.